# Histoire constitutionnelle de la France
Pour les autres articles nationaux ou selon les autres juridictions, voir Histoire constitutionnelle.
La France connaît une histoire constitutionnelle conséquente, puisqu'avec la succession de ses régimes politiques entre 1789 et aujourd'hui (empire, monarchie constitutionnelle, république parlementaire...), elle a connu près de 15 Constitutions différentes, présentant chacune leurs spécificités propres.

## Les différents régimes politiques

### Ancien Régime
Les parlements de l'Ancien Régime interprétaient librement les lois du roi. Il n'y avait pas de constitution écrite mais les lois fondamentales du royaume étaient au-dessus des lois du roi.
L'absolutisme du roi est au départ limité par la féodalité. C'est à partir du XIIIe siècle et jusqu'au XVIIe siècle que l'absolutisme se développe, notamment sous l'influence de Jean Bodin, et atteint son apogée sous Louis XIV. Les ministres et le Conseil du roi de France préparent et conseillent les décisions.
La société est divisée en trois ordres, le clergé, la noblesse et le tiers état qui n'ont pas été réunis aux États généraux depuis 1614. La mauvaise situation financière de la France après la guerre d'indépendance américaine incite Louis XVI à convoquer les États généraux en 1789, ce qui deviendra le point de départ de la Révolution française.

### Assemblée constituante de 1789 et monarchie constitutionnelle

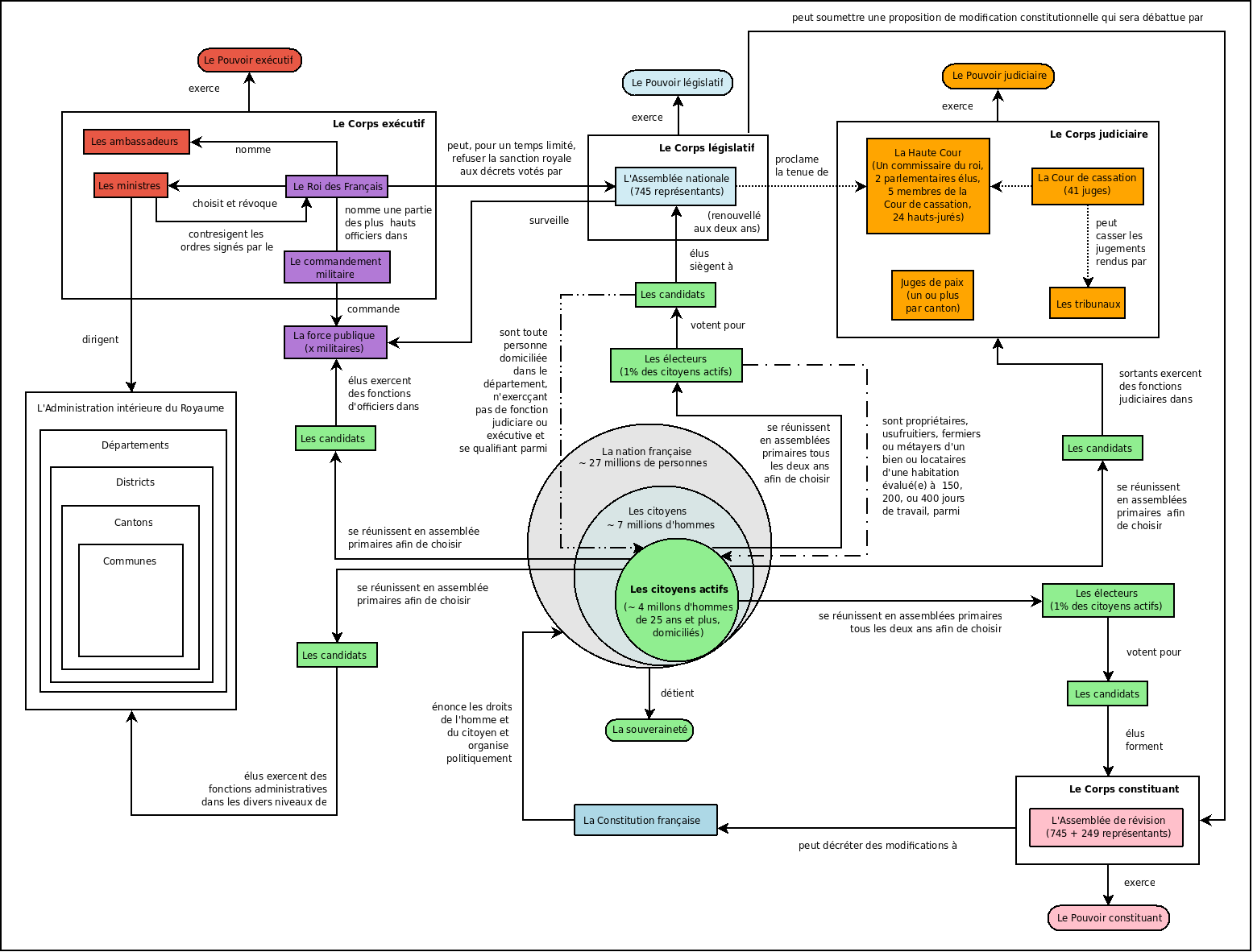
Organigramme de la Monarchie constitutionnelle.

L'Assemblée constituante de 1789 vote la Déclaration des droits de l'homme et du citoyen de 1789 et les Articles de constitution de 1789.
Louis XVI jure fidélité à la première constitution. Celle-ci consacre la souveraineté nationale et le gouvernement représentatif. Le roi a un droit de veto et nomme les ministres. Les citoyens actifs ont le droit de participer à la vie politique, les citoyens passifs comme les femmes n'y ont pas droit. L'assemblée est unique et élue pour deux ans. Elle n'a pas son mot à dire sur les membres du gouvernement. La fuite de Varennes, des vétos suspects et la guerre contre l'Autriche conduisent à la suspension du roi, et la Convention nationale doit écrire une nouvelle constitution.

### Constitution de l'an I (1792-1794)

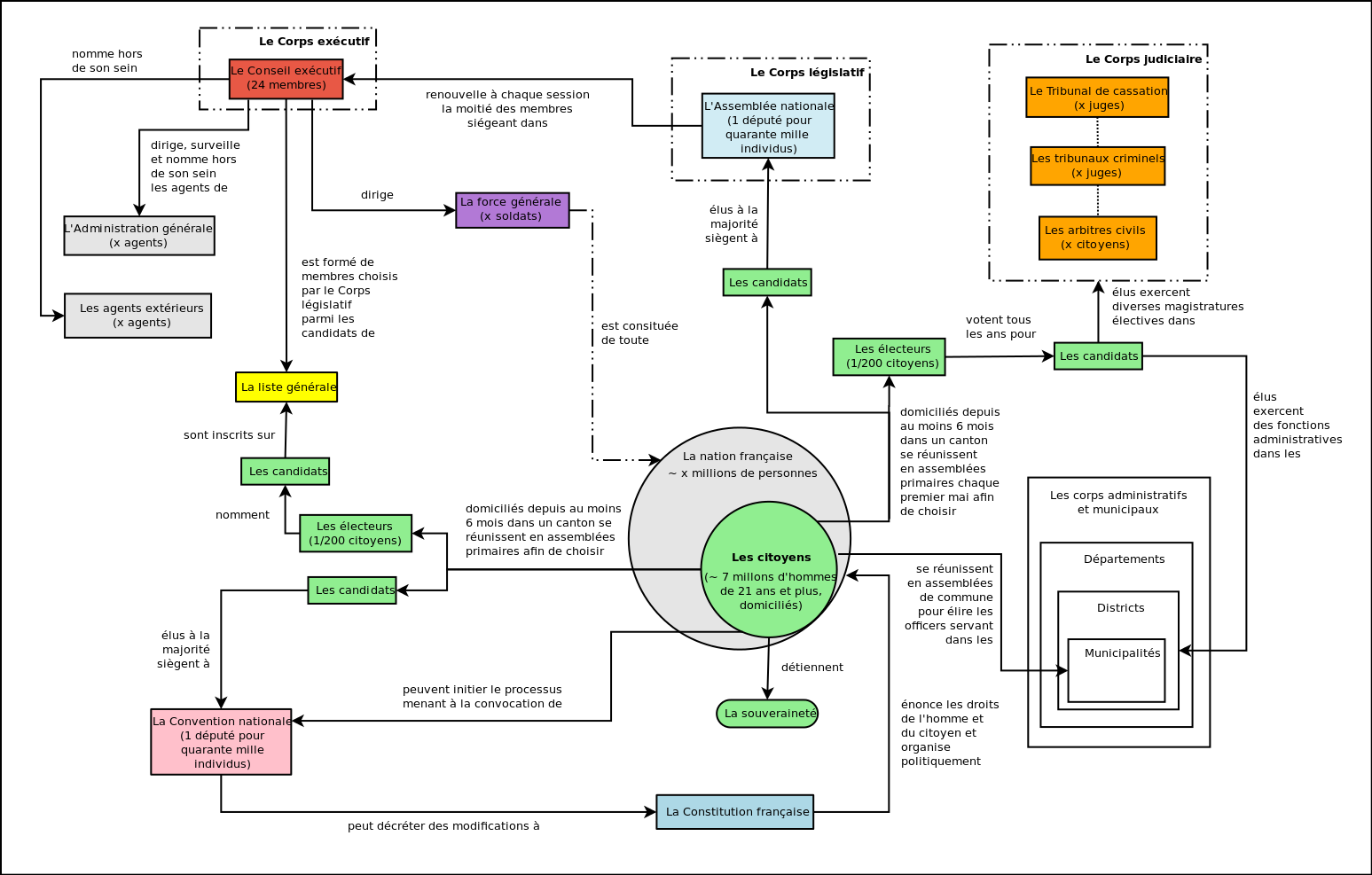
Organigramme de la première République.

Le 21 septembre 1792, la monarchie est abolie. La République est proclamée. Quelques mois plus tard au cours du procès la Convention vote à une courte majorité la mort du roi qui est guillotiné le 21 janvier 1793.
Le projet de constitution girondine de février 1793 n'est pas adopté.
En mars 1793 débute l'insurrection de Vendée en protestation contre la levée en masse. Les armées coalisées d'Europe franchissent la frontière. Un tribunal révolutionnaire est mis en place face à l'urgence de la situation.
Le 24 juin 1793, l'Assemblée adopte la Constitution de l'an I. Elle est approuvée à une très faible participation : cinq millions d'abstentions sur sept millions d'électeurs. Elle reconnaît des droits nouveaux comme le droit au travail, le droit aux secours publics ou le droit à l'instruction. Elle prévoit le suffrage universel masculin au lieu du suffrage censitaire, mais impose la publicité du vote. Un mécanisme proche de la démocratie directe permet de soumettre une loi par référendum si suffisamment d'électeurs le demandent. Mais cette constitution n'a jamais été appliquée. 

#### Gouvernement révolutionnaire
Entre le 19 vendémiaire an II (10 octobre 1793) et le 9 thermidor an II (27 juillet 1794), les Montagnards forment un gouvernement révolutionnaire, en lieu et place du gouvernement constitutionnel,. Ce gouvernement fut institué par le décret du 14 frimaire an II (4 décembre 1793), par lequel la Convention décide qu'elle sera le « centre unique de l'action et du gouvernement ». La Convention forme en son sein 21 comités, dont le Comité de salut public et le Comité de sûreté générale. Selon Michel de Guillenchmidt, "ces deux comités, et essentiellement le premier, connaissent et décident de tout". 

#### Réaction thermidorienne
En juillet 1794 la réaction thermidorienne renverse le gouvernement révolutionnaire de Robespierre et le remplace par une république bourgeoise conservatrice et libérale. La législation sur la Terreur est abrogée. Un an plus tard la Convention nationale est dissoute puis remplacée par le Directoire en novembre 1795.[réf. nécessaire]

### Constitution du 5 fructidor de l'an III
La constitution de 1795 sépare le législatif et l'exécutif. Le Conseil des Cinq-Cents et le Conseil des Anciens sont renouvelés par tiers tous les ans. Ces deux chambres (bicamérisme) sont conçues pour se neutraliser et éviter la situation de la Convention montagnarde. L'exécutif est confié au Directoire, dont les membres sont nommés par les parlementaires. Le vote est indirect et censitaire. Le Coup d'État du 18 Brumaire y met fin.

### Constitution de l'an VIII

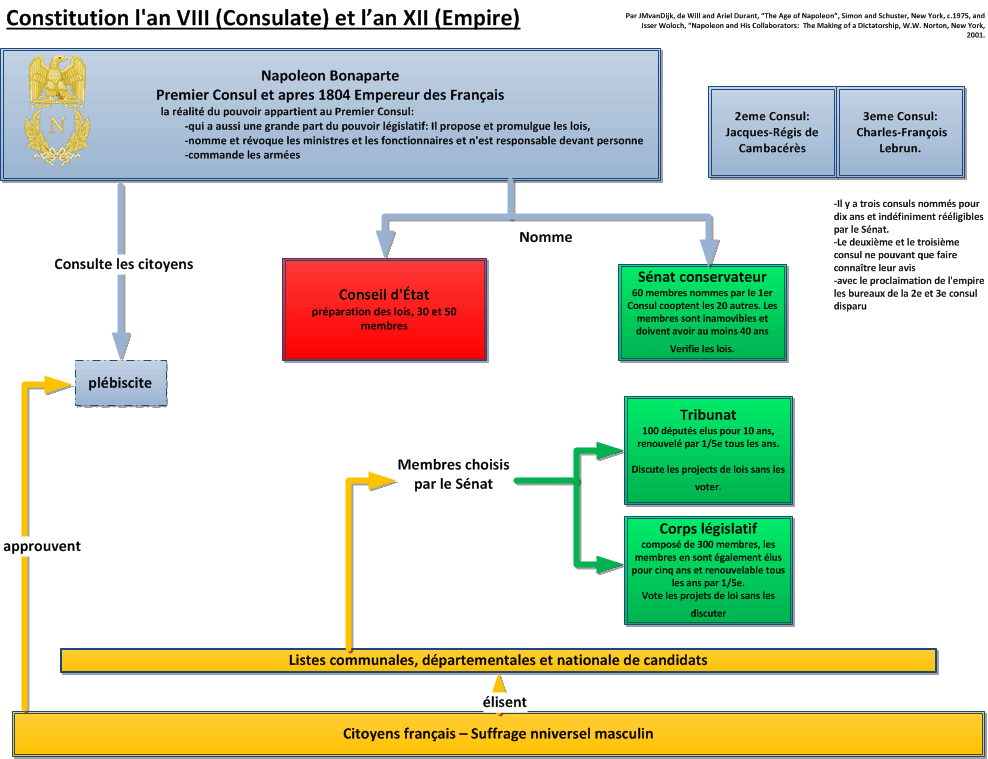
Organigramme du Consulat puis de l'Empire.

La Constitution du 22 frimaire an VIII est celle du Consulat. Ce régime donne la primauté à l'exécutif sur le législatif. La direction collégiale est en réalité celle du Premier Consul, Napoléon Bonaparte. Le Conseil d'État est créé. Plusieurs chambres sont mises en place afin d'affaiblir leur pouvoir : le Tribunat qui discute des lois, le Corps législatif qui les vote sans les approuver et le Sénat conservateur qui juge de la constitutionnalité des lois et peut modifier la constitution.

### Constitution de l'an X
Bonaparte décide de se faire attribuer par plébiscite le Consulat à vie. Le plébiscite est approuvé en 1802. Les pouvoirs de l'exécutif et du Sénat sont augmentés, ceux du Tribunat et du Corps législatif réduits.

### Constitution de l'an XII
Le plébiscite sur la Constitution de l'an XII met en place le Premier Empire. La succession est prévue et la noblesse d'Empire est mise en place. Les Chambres n'ont plus qu'un rôle formel.

### Première Restauration
En 1814 un gouvernement provisoire est mis en place et le sénat vote la déchéance de Napoléon.
Louis XVIII rejette le Projet de constitution sénatoriale du 6 avril 1814 présenté par Talleyrand et signe la Déclaration de Saint-Ouen qui pose néanmoins les bases d'un compromis entre ultra-royalistes et libéraux.

### Cent-Jours
Pendant les Cent-Jours, l'Acte additionnel aux constitutions de l'Empire de 1815 est plus libéral. Il est inspiré des institutions britanniques et est salué par une partie des critiques. Il est cependant accueilli avec méfiance en raison de la personne de Napoléon Ier.

### Deuxième Restauration
La charte de 1814 conserve des éléments de la révolution et de la monarchie. Le roi est le seul à avoir le pouvoir exécutif, il propose et promulgue les lois. Il y a deux chambres, la Chambre des pairs qui sont nommés par le roi et la Chambre des députés qui sont renouvelés d'un cinquième tous les ans par un vote censitaire. Leur seul pouvoir important est le vote du budget. Le roi communique aux chambres les politiques qu'il compte mener, et celles-ci peuvent les approuver ou les rejeter.
Le soulèvement parisien des Trois Glorieuses en 1830 met fin à la Restauration.

### Monarchie de Juillet
La charte de 1830 révise celle de 1814. Si le roi conserve le pouvoir exécutif, il partage le pouvoir législatif avec les chambres et le corps électoral est élargi : l'âge minimum passe de 30 à 25 ans et le cens est abaissé. Le refus d'abaisser le cens ou de mettre en place le suffrage universel conduit à des mécontentements. La Campagne des banquets déclenche la Révolution française de 1848.

### IIeRépublique
Le Gouvernement provisoire de 1848 est mis en place puis les 23 et 24 avril 1848 les élections législatives mettent les Républicains modérés au pouvoir. La Constitution est promulguée le 4 novembre 1848.
Le président dispose du pouvoir exécutif et de celui de nommer les ministres. Il est élu au suffrage universel masculin pour quatre ans, non rééligible. L'assemblée est élue pour trois ans de la même façon et vote les lois. Louis-Napoléon Bonaparte devient président et le Parti de l'Ordre remporte les élections. En 1850 le droit de vote demande trois ans de résidence au même endroit, ce qui exclut beaucoup d'ouvriers.
Par son Coup d'État du 2 décembre 1851, Louis-Napoléon Bonaparte, qui ne pouvait plus se représenter, décrète la dissolution de l'Assemblée nationale et le rétablissement du suffrage universel .

### Second Empire

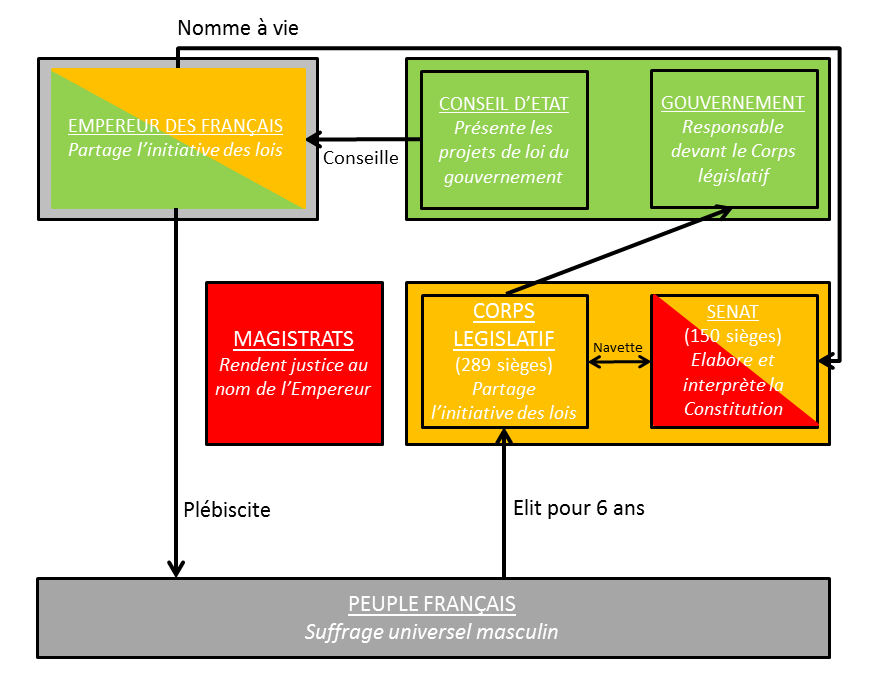
Organigramme du Second Empire (mai 1870).

La constitution du 14 janvier 1852 est celle du Second Empire. Elle est modifiée par le Sénatus-consulte du 7 novembre 1852 portant modification à la Constitution, approuvé par plébiscite, qui rétablit formellement l'Empire.
Elle est inspirée de la constitution de l'an VIII et accorde à Napoléon III des pouvoirs quasi-monarchiques. Le Sénat dont les membres sont nommés par lui rédige des Sénatus-consultes ayant valeur constitutionnelle et contrôle les lois votées par le Corps législatif. Celui-ci n'a pas l'initiative des lois.
À partir de 1860, avec l'Empire libéral elle est modifiée. Le Sénat et le Corps législatif ont le droit de discuter la politique de l'Empereur et ont plus de liberté dans la rédaction des lois. Les débats sont publiés dans Le Moniteur. Cette réforme surprend mais est bien accueillie. Le sénatus-consulte du 20 avril 1870 est approuvé par le plébiscite du 8 mai 1870 et met en place un régime de type parlementaire.
La bataille de Sedan lors de la guerre franco-prussienne provoque la fin du Second Empire. La République est proclamée à la suite de la bataille le 4 septembre 1870 par Gambetta.

### IIIeRépublique

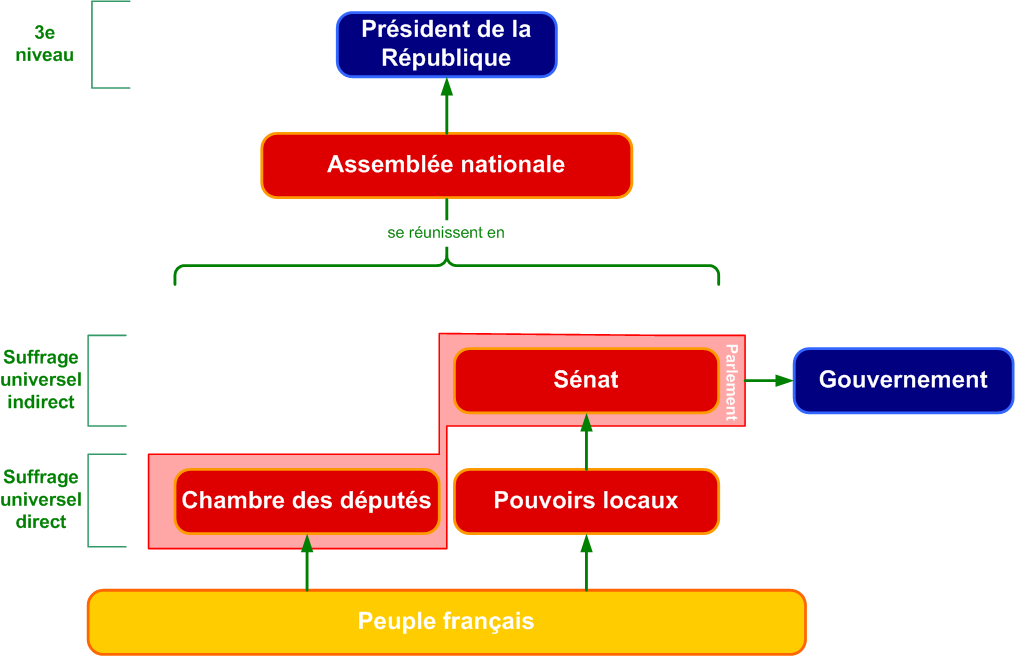
Organigramme de la IIIe République.

La Loi Rivet puis la Loi de Broglie servent de constitution provisoire à la Troisième République avant les Lois constitutionnelles de 1875.
Des révisions ont lieu : la Loi relative au siège du Pouvoir exécutif et des Chambres à Paris en 1879, Loi portant modification aux lois organiques sur l'organisation du Sénat et les élections de sénateurs en 1884. Le Projet de réforme de l'État de Gaston Doumergue en 1934 n'aboutit pas.
La IIIe République est bicamérale. Le Président est élu à la majorité absolue des deux chambres. L'assemblée est élue pour quatre ans au suffrage universel direct excluant les femmes. Les sénateurs sont élus pour neuf ans de façon indirecte, surtout par les communes, et renouvelés par tiers tous les trois ans. À la suite de la Crise du 16 mai 1877, le gouvernement est responsable devant l'assemblée, mais pas devant le président.
Le décret du 31 janvier 1935 reconnaît légalement le rôle du Président du Conseil comme chef du gouvernement, entérinant ainsi la pratique.

### État français et Régime de Vichy
La Bataille de France est une victoire de l'Allemagne nazie qui renverse la IIIe République. La Loi constitutionnelle du 10 juillet 1940 donne les pleins pouvoirs à Philippe Pétain. Il promulgue les Actes constitutionnels du régime de Vichy. L'Ordonnance du 9 août 1944 relative au rétablissement de la légalité républicaine sur le territoire continental le considère « nul et non avenu ».

### France libre et gouvernement provisoire de la République française
Les Ordonnances de la France libre ont été qualifiées de « Constitution matérielle de la France Libre ». Le Gouvernement provisoire de la République française met fin au Régime de Vichy. Par le Référendum constitutionnel français de 1945, la majorité de la population souhaite une nouvelle constitution et la fin de la Troisième République. Un premier projet de constitution est rejeté avant la mise en place de la Quatrième République.

### Quatrième République

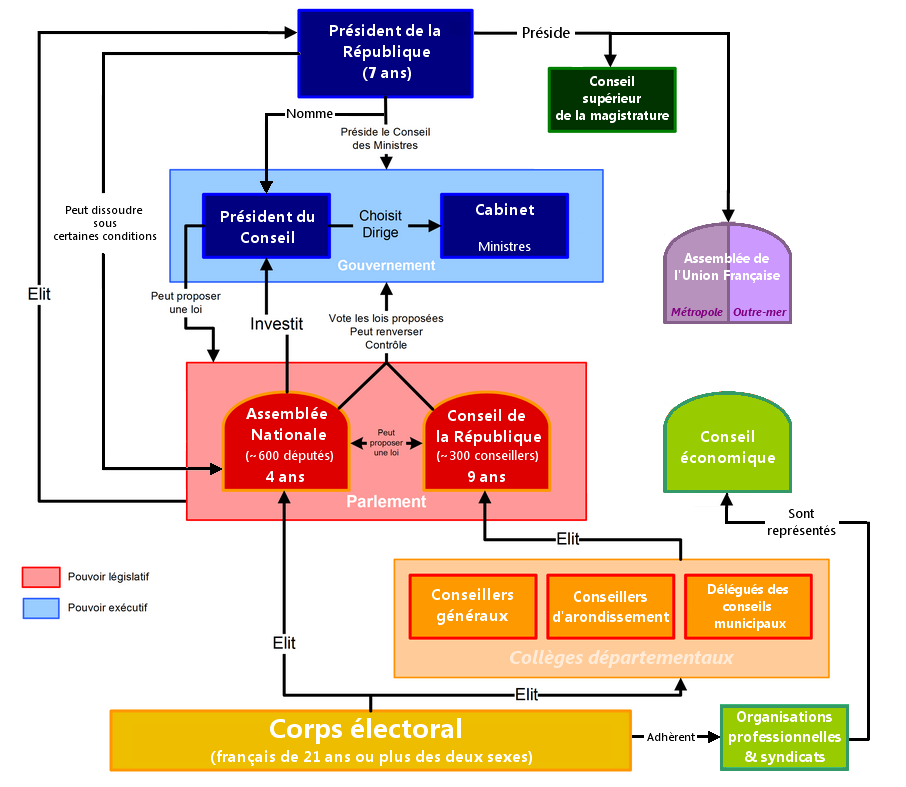
Organigramme de la IVe République.

La Constitution française du 27 octobre 1946 est celle de la Quatrième République. 
Le droit de vote et d'éligibilité des femmes est inscrit dans la Constitution conformément à l'ordonnance du 21 avril 1944. 
Le Conseil de la République a un rôle consultatif. L'Assemblée nationale détient le pouvoir. Le Président du Conseil, chef du gouvernement, est nommé par le Président de la République mais doit être investi à la majorité absolue de l'Assemblée.
L'Union française est créée pour contrôler le Second empire colonial français.
En raison du rejet dans l'opposition du Parti communiste français et des Gaullistes du Rassemblement du peuple français, la Troisième Force qui est un rassemblement de partis aux idées différentes est au pouvoir. Leurs divergences provoquent une forte instabilité. Celle-ci ainsi que la guerre d'Algérie provoquent des crises puis la chute de la IVe République.
Le Projet de révision constitutionnelle de Félix Gaillard n'est pas étudié en raison du Coup d'État du 13 mai 1958. La crise institutionnelle entraîne le retour au pouvoir de Charles de Gaulle. La loi constitutionnelle du 3 juin 1958 met formellement fin à la IVe République.

### Cinquième République

Oganigramme de la Ve République.

À la suite du Coup d'État du 13 mai 1958, René Coty, alors président de la République, demande, le 29 mai 1958 au Parlement de faire appel à Charles de Gaulle. Ce dernier est investi par le Parlement le 1er juin en tant que président du Conseil. La loi constitutionnelle du 3 juin organise les conditions de l'élaboration d'un projet de loi constitutionnelle par le gouvernement. Ce projet de loi est adopté, par voie référendaire, le 28 septembre 1958. Il est promulgué le 4 octobre 1958.
La Constitution française du 4 octobre 1958 est celle de la Cinquième République. Elle a connu vingt-quatre révisions et quatorze n'ont pas abouti. Les révisions les plus importantes sont l'élection du président au suffrage universel direct en 1962, le passage au quinquennat en 2000 et la révision constitutionnelle de 2008.
En 1958, la Ve République est conçue comme un régime parlementaire. Afin de diminuer l'instabilité ministérielle, le parlementarisme est dit rationalisé, le gouvernement ayant de plus grandes capacités. Le domaine de la loi est restreint, et le gouvernement a alors un plus grand pouvoir réglementaire. Un contrôle de constitutionnalité est mis en place.
À la suite du référendum constitutionnel français de 1962 le chef d'État a un pouvoir bien plus grand. Il a une plus grande légitimité et peut dissoudre l'assemblée. À l'usage, le chef du gouvernement est responsable également devant le chef d'État, même si ce n'est pas prévu dans le texte.
La majorité au Parlement soutient la politique du chef d'État, sauf en cas de cohabitation (c'est le « fait majoritaire ») où le gouvernement n'est responsable que devant l'Assemblée. Cependant, le président conserve des pouvoirs très larges.
Charles de Gaulle souhaitait en 1969 une révision constitutionnelle qui est rejetée par référendum.
En 2000 la réforme du quinquennat a été adoptée par référendum.
Plusieurs réformes portant sur la décentralisation sont mises en place à partir des années 1980. En 2003 l'article 1er de la Constitution dispose que l'organisation de la République française est décentralisée.

## Les constitutions françaises

### Chronologie
Il existe plusieurs textes de nature constitutionnelle depuis la constitution de 1791 jusqu'à l'actuelle constitution de la Ve République. Chacun de ces textes est attaché à un régime particulier qui est mentionné.

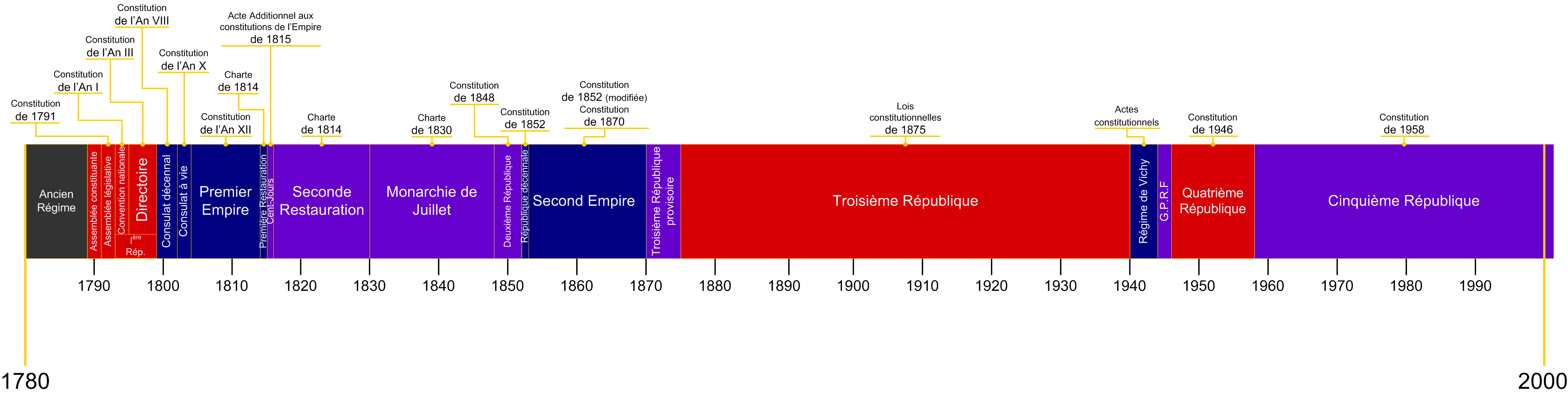
Représentation chronologique de l'évolution des différentes constitutions.

### Tableau récapitulatif
| Date        | Parlement                                        | Chef d’État                                                                    | Chef du gouvernement                                                           | Constitution                                              | Régime                                             | Type                            |
| ----------- | ------------------------------------------------ | ------------------------------------------------------------------------------ | ------------------------------------------------------------------------------ | --------------------------------------------------------- | -------------------------------------------------- | ------------------------------- |
| 1789        | États généraux de 1789                           |                                                                                |                                                                                |                                                           | Révolution française                               |                                 |
| 1789-1791   | Assemblée nationale constituante                 |                                                                                |                                                                                |                                                           | Révolution française                               |                                 |
| 1791-1792   | Assemblée nationale législative                  | Roi des Français                                                               | Roi des Français                                                               | Constitution de 1791                                      | Monarchie constitutionnelle                        | Monarchie constitutionnelle     |
| 1792-1795   | Convention nationale                             | Conseil exécutif                                                               | Conseil exécutif                                                               | Constitution de l'an I adoptée mais non appliquée         | Première République (Convention nationale)         | Régime d'assemblée              |
| 1795-1799   | Conseil des Anciens et Conseil des Cinq-Cents    | Cinq directeurs                                                                | Cinq directeurs                                                                | Constitution de l'an III                                  | Première République (Directoire)                   | Séparation stricte des pouvoirs |
| 1799-1802   | Sénat conservateur, Corps législatif et Tribunat | Premier consul (Bonaparte)                                                     | Premier consul (Bonaparte)                                                     | Constitution de l'an VIII                                 | Première République (Consulat)                     | Régime consulaire               |
| 1802-1804   | Sénat conservateur, Corps législatif et Tribunat | Premier consul (Bonaparte)                                                     | Premier consul (Bonaparte)                                                     | Constitution de l'an X                                    | Première République (Consulat)                     | Autoritarisme                   |
| 1804-1814   | Sénat conservateur, Corps législatif et Tribunat | Empereur des Français (Napoléon Ier)                                           | Empereur des Français (Napoléon Ier)                                           | Constitution de l'an XII                                  | Premier Empire                                     | Monarchie impériale             |
| 1814-1815   | Chambre des pairs et Chambre des députés         | Roi de France et de Navarre                                                    | Roi de France et de Navarre                                                    | Charte constitutionnelle de 1814                          | Première Restauration                              | Monarchie constitutionnelle     |
| 1815-1815   | Chambre des pairs et Chambre des représentants   | Empereur des Français (Napoléon Ier)                                           | Empereur des Français (Napoléon Ier)                                           | Acte additionnel aux constitutions de l'Empire            | Premier Empire (Cent-Jours)                        | Monarchie impériale             |
| 1815-1830   | Chambre des pairs et Chambre des députés         | Roi de France et de Navarre                                                    | Président du Conseil                                                           | Charte constitutionnelle de 1814                          | Seconde Restauration                               | Monarchie constitutionnelle     |
| 1830-1848   | Chambre des pairs et Chambre des députés         | Roi des Français                                                               | Président du Conseil                                                           | Charte constitutionnelle de 1830                          | Monarchie de Juillet                               | Monarchie constitutionnelle     |
| 1848-1849   | Assemblée nationale constituante                 | Président du gouvernement provisoire puis Président de la Commission exécutive | Président du gouvernement provisoire puis Président de la Commission exécutive |                                                           | Deuxième République                                |                                 |
| 1849-1852   | Assemblée nationale législative                  | Président de la République                                                     | Président du Conseil                                                           | Constitution de 1848                                      | Deuxième République                                | Régime présidentiel             |
| 1852-1870   | Sénat et Corps législatif                        | Empereur des Français (Napoléon III)                                           | Empereur des Français (Napoléon III)                                           | Constitution de 1852                                      | Second Empire                                      | Monarchie impériale             |
| 1871-1875   | Assemblée nationale constituante                 | Président de la République                                                     | Président du Conseil                                                           |                                                           | Troisième République                               | Régime d'assemblée              |
| 1875-1940   | Sénat et Chambre des députés                     | Président de la République                                                     | Président du Conseil                                                           | Lois constitutionnelles de 1875                           | Troisième République                               | Régime parlementaire            |
| 1940-1944   |                                                  | Chef de l'État français                                                        | Chef de l'État français                                                        | Loi constitutionnelle de 1940 (et actes constitutionnels) | État français (régime de Vichy)                    | Dictature pluraliste            |
| 1943-1944   | Assemblée consultative provisoire                | Président du CFLN                                                              | Président du CFLN                                                              | Ordonnance du 17 septembre 1943                           | Comité français de libération nationale            | Organisation de résistance      |
| 1944-1945   | Assemblée constituante de 1945                   | Président du GPRF                                                              | Président du GPRF                                                              | Ordonnance du 9 août 1944                                 | Gouvernement provisoire de la République française | Gouvernement provisoire         |
| 1945-1946   | Assemblée constituante de 1946                   | Président du GPRF                                                              | Président du GPRF                                                              | Loi constitutionnelle de 1945                             | Gouvernement provisoire de la République française | Gouvernement provisoire         |
| 1946-1958   | Conseil de la République et Assemblée nationale  | Président de la République                                                     | Président du Conseil                                                           | Constitution de 1946                                      | Quatrième République                               | Régime parlementaire            |
| Depuis 1958 | Sénat et Assemblée nationale                     | Président de la République                                                     | Premier ministre                                                               | Constitution de 1958                                      | Cinquième République                               | Régime semi-présidentiel        |